# 엄사도서관
엄사도서관은 충청남도 계룡시 소재의 시립 도서관이다.

## 연혁
- 2007년 12월 26일: 엄사도서관 공사 착공
- 2008년 10월 28일: 엄사도서관 준공
- 2009년 4월 25일: 엄사도서관 개관

## 시설현황
- 1층: 가족열람실, 디지털실
- 2층: 종합자료실, 일반열람실, 사무실
- 3층: 문화강좌실, 시청각실, 휴게실

## 이용 안내
이용 시간
- 종합(가족)자료실: 09:00 ~ 18:00
- 일반열람실: 하절기 08:00 ~ 22:00 / 동절기 08:00 ~ 21:00

휴관일
- 국경일, 국가지정 공휴일(단, 일요일이 국경일과 겹칠때 휴관하지 않음)
- 매주 금요일
- 도서관 사정으로 인한 임시 휴관일